# Tricoma meridionalis
Tricoma meridionalis is een rondwormensoort uit de familie van de Desmoscolecidae. De wetenschappelijke naam van de soort is voor het eerst geldig gepubliceerd in 1934 door Kreis.